# Elise Chabbey
Elise Chabbey (Genève, 24 april 1993) is een Zwitsers wielrenster en voormalig kanoslalomster. Sinds 2025 rijdt ze voor de wielerploeg FDJ-Suez. Hiervoor reed ze bij Cogeas-Mettler, Bigla Pro Cycling, dat medio 2020 verder ging als Paule Ka en Canyon//SRAM Racing.

## Carrière
Chabbey nam deel aan de Olympische Zomerspelen van 2012 in Londen. Ze behaalde daar een twintigste plaats tijdens de k1 wedstrijd bij het kanovaren.
In 2019 voltooide ze haar opleiding geneeskunde. In maart 2020 ging ze tijdelijk aan de slag in het universitair ziekenhuis van Genève tijdens de eerste golf van de Coronapandemie.

## Palmares
2019
Ronde van Bern
2020
 Europees kampioenschap wielrennen Gemengde ploegenestafette
 Zwitsers kampioen op de weg, Elite
2021
1e etappe Ronde van Zwitserland
2022
Bergklassement Ronde van het Baskenland
 Wereldkampioen gemengde ploegenestafette
2023
Bergklassement Ronde van Zwitserland
 Wereldkampioen gemengde ploegenestafette
Bergklassement Ronde van Scandinavië
2024
Bergklassement Ronde van Zwitserland
2025
1e etappe Ronde van Catalonië
2e etappe Ronde van Romandië
Eindklassement Ronde van Romandië

### Uitslagen in voornaamste wedstrijden
| Jaar | Ronde van Italië | Ronde van Frankrijk | Ronde van Spanje |
| ---- | ---------------- | ------------------- | ---------------- |
| 2018 |                  |                     |                  |
| 2019 | 27e              |                     |                  |
| 2020 | 24e              |                     |                  |
| 2021 | 10e              |                     | ↑                |
| 2022 | 12e              | 11e                 | 8e               |
| 2023 |                  | 36e                 | 24e              |
| 2024 | opgave           | opgave              |                  |
| 2025 |                  | 28e                 |                  |

| Jaar | Gent-Wevelgem | Ronde van Vlaanderen | Parijs-Roubaix | Amstel Gold Race | Luik-Bast.‑Luik | Waalse Pijl | Strade Bianche | Dwars door Vlaanderen |  | WK op de weg |
| ---- | ------------- | -------------------- | -------------- | ---------------- | --------------- | ----------- | -------------- | --------------------- |  | ------------ |
| 2018 |               |                      |                |                  |                 |             |                |                       |  |              |
| 2019 |               |                      |                | 37e              | 37e             | 25e         | 48e            |                       |  |              |
| 2020 | 27e           |                      |                |                  | 13e             | 24e         | 26e            |                       |  | 58e          |
| 2021 | 25e           |                      | 50e            | 33e              | 13e             | 24e         | 19e            | 38e                   |  | 13e          |
| 2022 |               | 22e                  | 4e             | 45e              | 29e             | 24e         | 6e             | ↑                     |  | 9e           |
| 2023 | 66e           | 11e                  | 16e            | 13e              | 5e              | 9e          | 25e            |                       |  | 7e           |
| 2024 |               | 87e                  | 11e            | 16e              | 4e              | 29e         | 8e             |                       |  | 23e          |
| 2025 | 62e           | 7e                   | 7e             |                  |                 |             |                |                       |  |              |

## Ploegen
- 2018 -  Cogeas-Mettler
- 2019 -  Bigla Pro Cycling
- 2020 -  Équipe Paule Ka (tot 1 juli Bigla-Katjoesja)
- 2021 -  Canyon-SRAM
- 2022 -  Canyon-SRAM
- 2023 -  Canyon-SRAM
- 2024 -  Canyon-SRAM
- 2025 -  FDJ-Suez

Alzini · Banks · Chabbey · Harvey · Leth · Norsgaard · Nosková · Sperotto · Thomas · Uttrup Ludwig · Wright
Alzini · Banks · Chabbey · Fisher-Black · Harvey · Koppenburg · Norsgaard · Nosková · Reusser · Sperotto · Stirnemann · Thomas · Wright
Amialiusik · A. Barnes · H. Barnes · Bradbury · Chabbey · Cromwell · Dygert · Harris · Harvey · Klein · Ludwig · Niewiadoma · Ryan · Shapira
Amialiusik · Barnes · Bossuyt · Bradbury · Chabbey · Cromwell · Dygert · Harris · Harvey · Klein · Niewiadoma · Oudeman · Paladin · Rooijakkers · Roy
Bäckstedt (vanaf 1/9) · Bauernfeind · Bossuyt · Bradbury · Chabbey · Cromwell · van der Duin · Dygert · Niedermaier · Niewiadoma · Paladin · Rooijakkers · Roy · Skalniak-Sójka · Towers
Bäckstedt · Bauernfeind · Bossuyt · Bradbury · Chabbey · Cromwell · Czapla · van der Duin · Dygert · Morrice · Niedermaier · Niewiadoma · Paladin · Skalniak-Sójka · Towers
Adegeest · Buysman · Chabbey · Curinier · Demay · Duval · Gery · Guazzini · Kraak · Labous · Le Net · Molengraaf · Muzic · Rayer · Vigilia · Vollering · Wiel · Wollaston
- World Athletics: 14794696